# 馬里拉鎮區 (密歇根州)
馬里拉鎮區（英語：Marilla Township）是位於美國密歇根州馬尼斯蒂縣的一個行政鎮區。

## 地方資料
馬里拉鎮區的面積為92.30平方千米，當中陸地面積為91.90平方千米，而水域面積為0.40平方千米。根據2020年美國人口普查的數據，當地共有人口398人，而人口密度為每平方千米4.31人。